# もくせいの杜
もくせいの杜（もくせいのもり）は、東京都昭島市の町名。現行行政地名はもくせいの杜一丁目から三丁目。住居表示実施済み区域。

## 地理

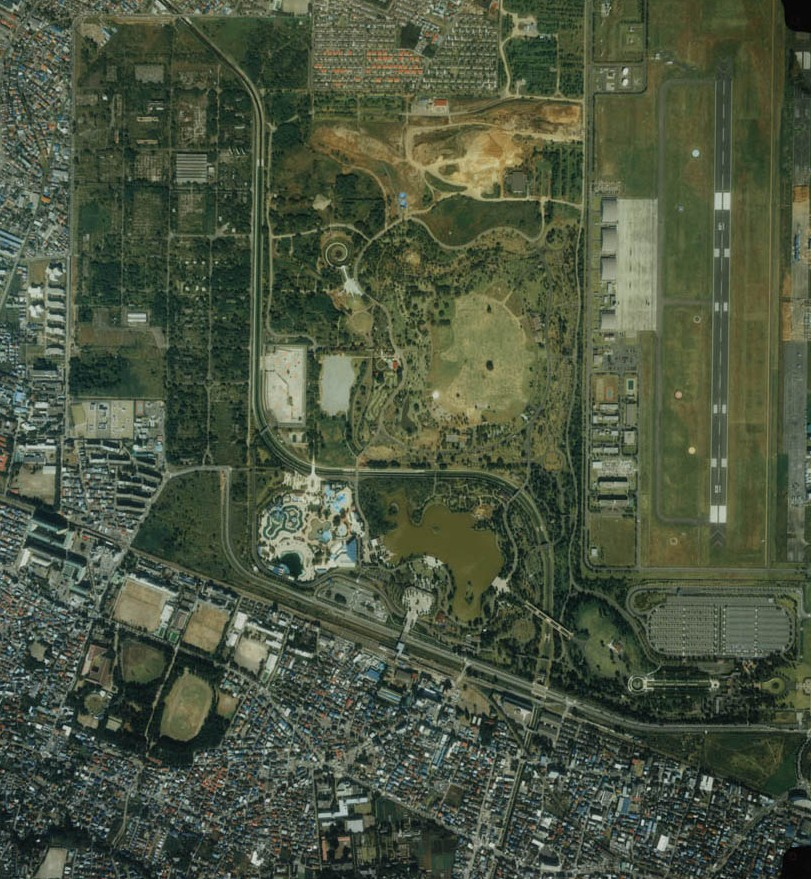
航空写真

昭島市の北東部に位置する地域であり、主に陸軍航空工廠の跡地である。
北部に国際法務総合センターが所在する。東部は昭和記念公園の一部となっており、三丁目は全体が同公園の敷地である。

## 歴史
- 2016年（平成28年）4月1日 - 住居表示実施により中神町、築地町、福島町、郷地町の各一部からもくせいの杜一丁目～三丁目が成立[4]。

## 世帯数と人口
2025年（令和7年）6月1日現在（昭島市発表）の世帯数と人口は以下の通りである。なお、三丁目は人口が0人のため、省略する。
| 丁目               | 世帯数  | 人口    |
| ------------------ | ------- | ------- |
| もくせいの杜一丁目 | 350世帯 | 435人   |
| もくせいの杜二丁目 | 617世帯 | 1,345人 |
| 計                 | 967世帯 | 1,780人 |

### 人口の変遷
国勢調査による人口の推移。
| 年                | 人口 |
| ----------------- | ---- |
| 2020年（令和2年） | 990  |

### 世帯数の変遷
国勢調査による世帯数の推移。
| 年                | 世帯数 |
| ----------------- | ------ |
| 2020年（令和2年） | 332    |

## 学区
市立小・中学校に通う場合、学区は以下の通りとなる（2024年8月時点）。
| 丁目               | 番地 | 小学校                 | 中学校             |
| ------------------ | ---- | ---------------------- | ------------------ |
| もくせいの杜一丁目 | 全域 | 昭島市立富士見丘小学校 | 昭島市立昭和中学校 |
| もくせいの杜二丁目 | 全域 | 昭島市立富士見丘小学校 | 昭島市立昭和中学校 |

## 交通
鉄道
- 東日本旅客鉄道（JR東日本）東中神駅

## 事業所
2021年（令和3年）現在の経済センサス調査による事業所数と従業員数は以下の通りである。なお、三丁目は0のため、省略する。
| 丁目               | 事業所数 | 従業員数 |
| ------------------ | -------- | -------- |
| もくせいの杜一丁目 | 1事業所  | 81人     |
| もくせいの杜二丁目 | 15事業所 | 879人    |
| 計                 | 16事業所 | 960人    |

### 事業者数の変遷
経済センサスによる事業所数の推移。
| 年                 | 事業者数 |
| ------------------ | -------- |
| 2016年（平成28年） | 1        |
| 2021年（令和3年）  | 16       |

### 従業員数の変遷
経済センサスによる従業員数の推移。
| 年                 | 従業員数 |
| ------------------ | -------- |
| 2016年（平成28年） | 76       |
| 2021年（令和3年）  | 960      |

## 施設
- 国際法務総合センター
- 昭和記念公園

## その他

### 日本郵便
- 郵便番号 : 196-0035[2]（集配局 : 昭島郵便局[9]）。